# 남아프리카 국경 전쟁
남아프리카 국경 전쟁, 또는 나미비아 독립 전쟁, 때로 남아프리카 공화국에서는 앙골라 부시 전쟁이라 불리는 이 전쟁은 남서아프리카와 잠비아, 앙골라에서 1966년 8월 26일부터 1990년 3월 21일까지 발생한 국지전이다. 남아프리카 연방군과 남서아프리카 인민기구의 군대인 나미비아 인민해방군의 충돌로 발생했다. 제2차 세계 대전 이후 남아프리카 국경 전쟁은 몇몇 큰 전투가 발생하는 계기가 되었고, 동시대 분쟁이었던 앙골라 내전과 밀접한 연관을 맺고 있다.
유엔과 국제 사법 재판소가 수십 년간 나미비아의 독립에 대한 비성공적인 탄원 이후 남서아프리카 인민 기구가 소련, 중화인민공화국을 비롯한 공산권과 동정적 여론을 지닌 탄자니아, 가나, 알제리 등의 물자 지원으로 1962년 창립되었다. 나미비아 인민 해방군과 남아프리카 연방 정부와의 충돌이 1966년 8월 발발했다. 1975년부터 1988년까지 남아프리카 연방군은 나미비아 인민해방군의 전진기지를 파괴하기 위해 앙골라와 잠비아에 대규모 전통적 기습 작전을 수행했다. 남아프리카 연방군은 외부 수색 및 게릴라 운동을 색출하는 제32대대와 코에보엣 부대를 파견했다.
남아프리카 연방군의 전략은 전쟁이 진행될 수록 더욱 공격적으로 바뀌었다. 남아프리카 연방군의 침투로 앙골라 국민들 내에서 사상자가 발생했으며 앙골라 경제에 중요하다고 판단되는 경제 기반 시설들이 부차적으로 파괴되기도 했다. 이러한 공습을 멈추고 앙골라 완전독립 민족동맹과 남아프리카 연방군 사이 동맹을 파괴하기 위해 소련은 1980년대에 최신 방어기술로 구성된 약 40억 달러의 자산과 수많은 군사 고문관을 파견해 앙골라 인민해방군을 지원했다. 1984년부터 소련군이 지휘하는 앙골라 정규군이 남아프리카 연방군에 맞설 정도로 자신감이 생기기 시작했다. 이 무렵 쿠바도 앙골라에 개입했기 때문에 이들의 자신감은 더욱 상승했다. 남아프리카 연방과 앙골라 간의 전쟁은 루사카 협정으로 짧게 나마 종결되었지만 나미비아 인민해방전선과 앙골라 완전독립 민족동맹이 휴전 기간 동안 유격활동을 극대화하며 이익을 취하자 전쟁은 재개되었다. 남아프리카 국경 전쟁은 미국의 중재로 체결된 앙골라 삼자협상으로 종결되었고, 이 협정에서 쿠바의 앙골라 철수와 남아공의 남서아프리카 철수가 합의되었다. PLAN은 1989년 3월 유격전을 개시했다. 남서아프리카는 1990년 3월 21일 나미비아 공화국이라는 이름으로 독립했다.
이웃 국가와의 대규모 전쟁에도 불구하고 남아프리카 국경 분쟁은 남아프리카 사회에 문화 및 정치적으로 경이로운 영향을 미쳤다. 아파르트헤이트 정부는 소련의 지역적 확장주의에 맞선 봉쇄 정책의 일부로 전쟁을 수행했고, 국민의 반공 감정을 적극적으로 고양시키려 했다. 남아프리카 문학에서 일시적으로 통합적 주제로 이 전쟁을 다뤘고, 아프리카어는 국경 문학이라는 새로운 문학 범주를 탄생시켰다.

## 같이 보기
- 앙골라 내전
- 포르투갈 식민지 전쟁
- 남아프리카 공화국의 대량살상무기